# Ostatni dzwonek (film 2018)
Ostatni dzwonek (fr. L'heure de la sortie) – francuski dreszczowiec z 2018 roku w reżyserii Sébastiena Marniera, z Laurentem Lafittem w roli głównej. Ekranizacja powieści Christophe'a Dufossé'a „L'heure de la sortie”.

## Premiera
Film miał swoją światową premierę 31 sierpnia 2018 podczas 75. MFF w Wenecji. Na ekrany francuskich kin trafił 9 stycznia 2019 roku.

## Fabuła
Akcja filmu rozgrywa się we Francji w czasach współczesnych. Młody nauczyciel literatury Pierre Hoffman obejmuje posadę wychowawcy we francuskiej szkole. Klasa to ponad przeciętnie rozwinięta młodzież. Nauczyciel zauważa, że młodzi skrywają pewną tajemnicę, a ich zachowanie w jakiś szczególny sposób odbiega od normy.

## Obsada
W filmie wystąpili m.in.
- Laurent Lafitte jako nowy nauczyciel
- Luàna Bajrami jako Apolline
- Victor Bonnel jako Dimitri
- Adèle Castillon jako Clara
- Emmanuelle Bercot jako Catherine
- Pascal Greggory jako Poncin
- Gregory Montel jako Michel
- Thomas Scimeca jako Victor

## Nominacje i nagrody (wybrane)
- International Film Festival & Awards Macao 2018
  - nominacja: najlepszy film[4]
- Sitges – Catalonian International Film Festival 2018
  - wygrana: Wyróżnienie Specjalne – Sébastien Marnier[4]
  - nominacja: najlepszy film – Sébastien Marnier[4]